# Arturo Labastida
Arturo Labastida alias «Papayo» o «Papaíto» (Ciudad de México - 25 de noviembre de 1948) es un saxofonista mexicano.

## Trayectoria
Arturo Labastida comenzó a tocar el saxofón a los 8 años. En 1973, después del Festival de Avándaro, comenzó a tocar informalmente con Three Souls in My Mind, grupo al que se integró formalmente en 1981 apareciendo como integrante en el disco D'Mentes, tras grabar ¡Qué rico diablo! y Bellas de noche. Tras la disolución de Three Souls in My Mind en 1985 se integró a la agrupación de Alex Lora, El Tri, grabando con ellos varios discos de la agrupación de 1983 a 1988 siendo el último En vivo: En la cárcel de Santa Martha. En 1987 participó en el primer disco de Tex Tex, Un toque mágico, grabado por Discos Gas. Participó en el disco debut de El Haragán y Compañía, Valedores Juveniles.
Otros grupos y músicos con los que Labastida ha participado son Los rebeldes del rock, Peace and Love, Liran'Roll y Carlos Matta.

## Leer también
- Sr González (8 de junio de 2018). 60 años de rock mexicano. Vol. 1: 1956-1979. ISBN 978-607-31-7089-5